# جون موراكامي
جون موراكامي (بالكانا:むらかみ じゅん) هو ممثل ياباني، ولد في 23 يوليو 1973 بأوساكا في اليابان.

## وصلات خارجية
- جون موراكامي على موقع IMDb (الإنجليزية)
- جون موراكامي على موقع ألو سيني (الفرنسية)
- جون موراكامي على موقع ميوزك برينز (الإنجليزية)
- جون موراكامي على موقع أول موفي (الإنجليزية)
- جون موراكامي على موقع قاعدة بيانات الفيلم (الإنجليزية)
- جون موراكامي على موقع كينوبويسك (الروسية)